# 199950 Sierpc
199950 Sierpc è un asteroide della fascia principale. Scoperto nel 2007, presenta un'orbita caratterizzata da un semiasse maggiore pari a 2,4096149 UA e da un'eccentricità di 0,1388444, inclinata di 7,72244° rispetto all'eclittica.
L'asteroide è dedicato all'omonima località polacca.